# Баранець лісовий
Баранець лісовий (Gallinago megala) — вид сивкоподібних птахів родини баранцевих (Scolopacidae).

## Поширення
Гніздиться переважно в центральній і південній частині Сибіру та у Монголії. Вся популяція мігрує на зимівлю до Індії, Шрі-Ланки, південно-східної частини Китаю, Південно-Східній Азії та Новій Гвінеї. Він був зареєстрований під час міграції в східному Китаї та зрідка в Японії. Середовище розмноження — лісові галявини та луки. Під час зимування населяє мілкі прісноводні водно-болотні угіддя різних типів, включаючи рисові поля та очисні ферми, з голим мулом або мілководдям з рослинним покривом поблизу.